# Carolinenthal
Carolinenthal ist ein bewohnter Gemeindeteil im Ortsteil Güterberg der amtsfreien Gemeinde Uckerland im Landkreis Uckermark in Brandenburg.

## Geographie
Der Ort liegt zwei Kilometer nordwestlich von Güterberg und drei Kilometer südlich von Strasburg (Uckermark). Die Nachbarorte sind Strasburg (Uckermark) im Norden, Ludwigsthal und Köhnshof im Nordosten, Güterberg und Fahrenholz im Südosten, Kleisthöhe im Süden, Hornshagen im Südwesten sowie Luisenburg im Nordwesten.

## Geschichte
Carolinenthal wurde 1745 erstmals urkundlich erwähnt. Der ursprüngliche Name Mücken-Krug war vermutlich ein Spottname für einen Krug, in dem es reichlich Mücken gab. Auch die Bezeichnung Guterbocksches Vorwerk ist überliefert. Ab 1818 trug die Ortschaft ihren heutigen Namen. Vermutlich war eine Angehörige des Besitzers die Namenspatin.